# Grammaria elegans
Grammaria elegans är en nässeldjursart som beskrevs av John Fraser 1943. Grammaria elegans ingår i släktet Grammaria och familjen Lafoeidae. Inga underarter finns listade i Catalogue of Life.